# Новоселля (село, Струго-Красненський район)
Новоселля (рос. Новоселье) — село в Струго-Красненському районі Псковської області Російської Федерації.
Населення становить 690 осіб. Входить до складу муніципального утворення Новосельська волость.

## Історія
Від 2015 року входить до складу муніципального утворення Новосельська волость.

## Населення
| 1939 | 2001 | 2002 | 2010 | 2011 |
| ---- | ---- | ---- | ---- | ---- |
| 1421 | ↘782 | ↘762 | ↘552 | ↗690 |